# Florence Turner
Florence E. Turner (6 de janeiro de 1885 – 28 de agosto de 1946 ) foi uma atriz estadunidense que se tornou conhecida, na era do cinema mudo, como a Vitagraph Girl. Considera-se que ela foi, ao lado de Florence Lawrence, uma das primeiras atrizes do mundo. Eventualmente ela produziu e dirigiu filmes em sua própria produtora cinematográfica, a “Florence Turner Productions”, e escreveu alguns roteiros.

## Biografia
Nascida em Nova Iorque, filha de William e Frances Turner, iniciou a carreira no teatro aos três anos de idade, por influência de sua ambiciosa mãe, que posteriormente também atuou em filmes. Florence começou a trabalhar regularmente em várias produções, ficou conhecida como “Pequena Flotie” e na época usava o nome "Eugenie Florence".
Em 1906, ela entrou na indústria cinematográfica assinando contrato com o pioneiro Vitagraph Studios, e fez seu primeiro filme em 1907, Cast Up by the Sea < (1907). Na época, não havia “estrelas”de cinema, a menos que uma estrela já famosa no teatro fizesse um filme. Os artistas ainda não eram creditados, assim como não havia ainda se pensado em creditar outros participantes do filme, apenas era mostrado o filme e a empresa cinematográfica. Como o conteúdo dos filmes havia evoluído de simples incidentes ou situações para histórias definitivas, alguns dos heróis e heroínas foram apresentando uma vaga identidade, tais como "Edison Girl", "Vitagraph Girl", entre outras.

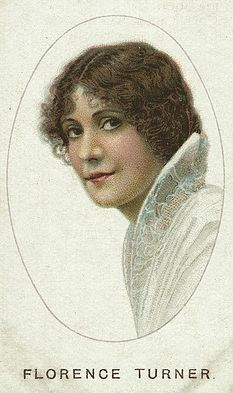

Embora ela tenha se tornado conhecida apenas como "Vitagraph Girl" no início dos filmes de curta-metragem, Turner se tornou a mais popular atriz a aparecer na tela (na época ainda dominada pelo cinema francês, especialmente pelas empresas Pathé e Gaumont). Seu valor para o estúdio, através de sua grande bilheteria, reconheceu-se em 1907, quando seu salário foi aumentado para $22 por semana. Era um pouco menos do que os principais atores do sexo masculino, especialmente aqueles com experiência em teatro, particularmente o super-popular Maurice Costello. Em março de 1910, ela e Florence Lawrence tornaram-se os primeiros artistas da tela que não eram previamente famosos por outros meios, a terem seus nomes divulgados pelos estúdios para o público em geral.
Mais tarde naquele ano, Turner atuou várias vezes ao lado do galã Wallace Reid, em seu caminho para o estrelato. A edição de 17 de dezembro de 1911 do New York Morning Telegraph, num concurso de popularidade para atrizes de cinema, creditava Florence Turner, da Vitagraph Studios, em primeiro lugar, com 135000 votos, seguida de Marguerite Snow com 97950, e em terceiro lugar Mary Pickford, do Majestic, com 64007. Outras finalistas incluídas foram: Octavia Handworth (Pathé) 44853; Mabel Normand (Vitagraph) 34049; Kathlyn Williams (Selig) 33224; Kitty Price (Vitagraph) 28656; e Julia M. Taylor (Thanhouser Film Corporation) 25114 votos.

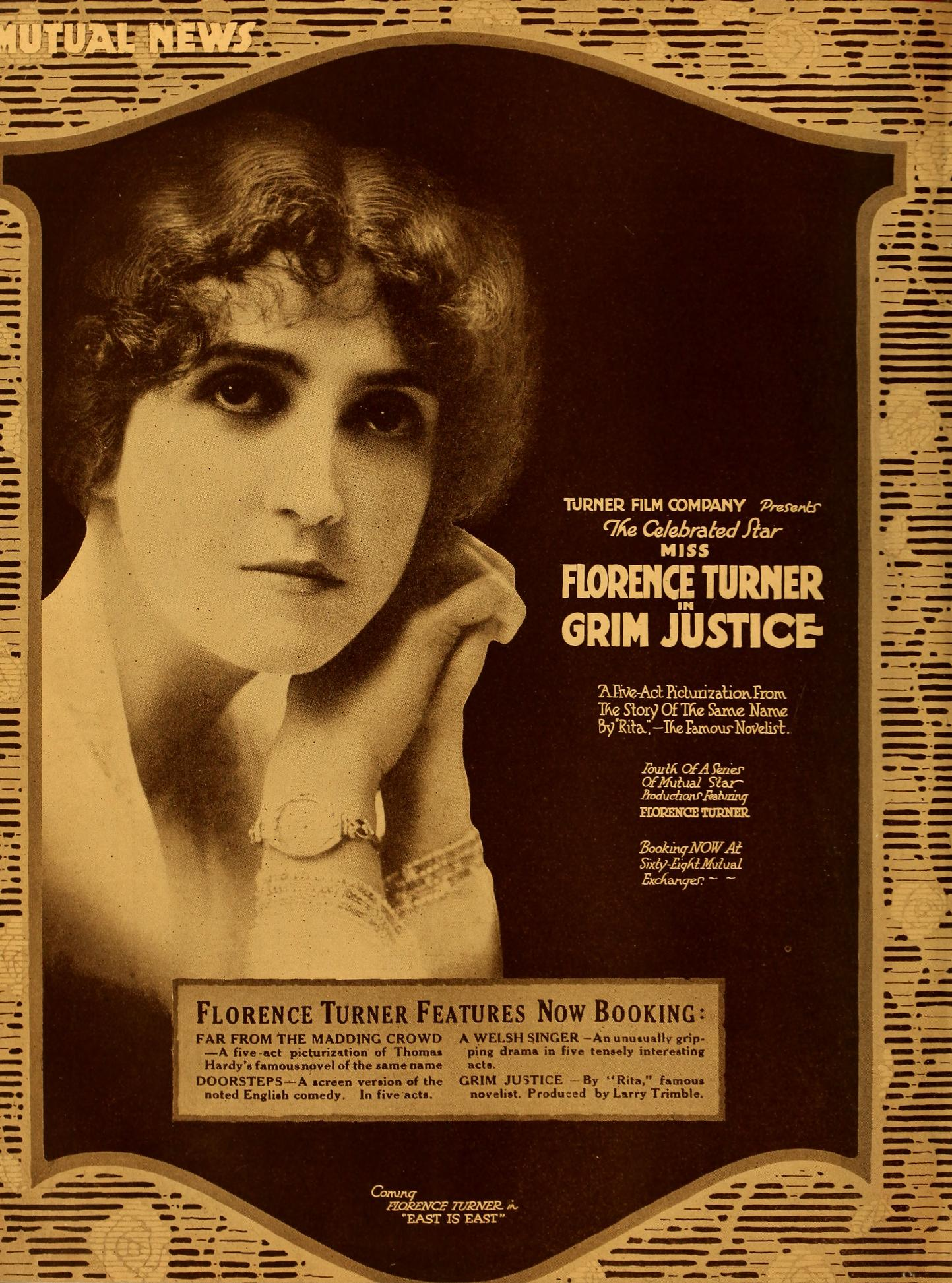
Cena do filme Grim Justice (1916)

Com o surgimento de novas estrelas, como Gene Gauntier e Marin Sais, da Kalem Studios, Marion Leonard e Mary Pickford da Biograph Studios, e Florence Lawrence (da Biograph, mudando-se para Independent Moving Pictures Company em 1910), Florence Turner não era mais tão especial. Por volta de 1913, ela foi à procura de novas oportunidades e deixou os Estados Unidos, acompanhada pelo amigo de longa data Laurence Trimble, que a dirigiu em vários filmes. Eles foram para a Inglaterra, onde começaram a atuar juntos em music halls de Londres.
Algumas vezes Turner escreveu roteiros e dirigiu seus próprios filmes, inclusive algumas comédias, e também organizou sua própria companhia cinematográfica, a Florence Turner Prodductions, na Grã- Bretanha, on muitos deles sob a direção de Laurence Trimble.
Turner participou do entretenimento das tropas aliadas durante a Primeira Guerra Mundial, e voltou para os Estados Unidos após o armistício, mas não foi tão bem sucedida quanto antes. Em 1920, voltou para Inglaterra, onde permaneceu até se mudar para Hollywood, Califórnia, praticamente esquecida, em 1924. Na época, tinha trinta e nove anos de idade e continuou atuando; mesmo nos anos 1930, continuou a atuar em papéis coadjuvantes. Em 1928, ela atuou em um papel menor na Broadway, na peça Sign of the Leopard, que durou trinta e nove performances.
Turner foi colocada na folha de pagamento da Metro-Goldwyn-Mayer por Louis B. Mayer, na década de 1930, mas limitava-se às atribuições oferecidas. Na maior parte atuou pouco, em pequenos papéis ou como figurante. Seu último papel, não creditado, foi em Thousands Cheer (1943).
Posteriormente, ela se mudou para a Motion Picture & Television Country House and Hospital, uma comunidade de aposentados do cinema em Woodland Hills, Califórnia.
Após ter atuado em mais de 180 filmes, Florence Turner morreu aos 61 anos em Woodland Hills. Foi cremada em uma casa mortuária em Hollywood e, a seu pedido, não houve nenhum serviço funerário.

## Filmografia
- Athletic American Girls (1907)
- Bargain Fiend; or, Shopping à la Mode (1907)
- Cast Up by the Sea (1907)
- How to Cure a Cold (1907)
- The Gypsy's Warning (1907)
- An Unexpected Santa Claus (1908)
- Ex-Convict No. 900 (1908)
- Francesca di Rimini; or, The Two Brothers (1908)
- Macbeth (1908)
- Richard III (1908)
- Romance of a War Nurse (1908)
- Romeo and Juliet (1908)
- Saved by Love (1908)
- The Merchant of Venice (1908)
- A Daughter of the Sun (1909)
- A Midsummer Night's Dream (1909)
- Fuss and Feathers (1909)
- Kenilworth (1909)
- King Lear (1909)
- Launcelot and Elaine (1909)
- The Heart of a Clown (1909)
- A Dixie Mother (1910)
- A Pair of Schemers; or, My Wife and My Uncle (1910)
- A Tin-Type Romance (1910)
- Auld Robin Gray (1910)
- Back to Nature; or, The Best Man Wins (1910)
- Brother Man (1910)
- Davy Jones and Captain Bragg (1910)
- For Her Sister's Sake (1910)
- Francesca da Rimini (1910)
- Her Mother's Wedding Gown (1910)
- In the Mountains of Kentucky (1910)
- Jean Goes Fishing (1910)
- Jean, the Matchmaker (1910)
- Love, Luck and Gasoline (1910)
- Over the Garden Wall (1910)
- Peg Woffington (1910)
- Ranson's Folly (1910)
- Renunciation (1910)
- Rose Leaves (1910)
- Sisters (1910)
- St. Elmo (1910)
- The Winning of Miss Langdon (1910)
- Twelfth Night (1910)
- Uncle Tom's Cabin (1910)
- Wilson's Wife's Countenance (1910)
- A Tale of Two Cities (1911)
- Auld Lang Syne (1911)
- Birds of a Feather (1911)
- Captain Barnacle's Courtship (1911)
- Cherry Blossoms (1911)
- For His Sake; or, The Winning of the Stepchildren (1911)
- Forgotten; or, An Answered Prayer (1911)
- Hypnotizing the Hypnotist (1911)
- Intrepid Davy (1911)
- Jealousy (1911)
- Jean Rescues (1911)
- One Touch of Nature (1911)
- Prejudice of Pierre Marie (1911)
- Proving His Love; or, The Ruse of a Beautiful Woman (1911)
- The Answer of the Roses (1911)
- The New Stenographer (1911)
- The Sacrifice (1911)
- The Show Girl (1911)
- The Spirit of the Light; or, Love Watches on Through the Years (1911)
- The Stumbling Block (1911)
- The Thumb Print (1911)
- The Wrong Patient (1911)
- Wig Wag (1911)
- A Red Cross Martyr; or, On the Firing Lines of Tripoli (1912)
- A Vitagraph Romance (1912)
- Aunty's Romance (1912)
- Flirt or Heroine (1912)
- Her Diary (1912)
- Indian Romeo and Juliet (1912)
- Jean Intervenes (1912)
- Mrs. Carter's Necklace (1912)
- She Cried (1912)
- Susie to Susanne (1912)
- The Face or the Voice (1912)
- The Irony of Fate (1912)
- The Loyalty of Sylvia (1912)
- The Path of True Love (1912)
- The Servant Problem; or, How Mr. Bullington Ran the House (1912)
- The Signal of Distress (1912)
- Two Cinders (1912)
- Una of the Sierras (1912)
- Wanted... a Grandmother (1912)
- When Persistency and Obstinacy Meet (1912)
- While She Powdered Her Nose (1912)
- A Window on Washington Park (1913)
- Checkmated (1913)
- Counsellor Bobby (1913)
- Cutey and the Twins (1913)
- Everybody's Doing It (1913)
- Let 'Em Quarrel (1913)
- Pumps (1913)
- Sisters All (1913)
- Stenographer's Troubles (1913)
- The Deerslayer (1913)
- The Harper Mystery (1913)
- The House in Suburbia (1913)
- The One Good Turn (1913)
- The Skull (1913)
- The Wings of a Moth (1913)
- Under the Make-Up (1913)
- Up and Down the Ladder (1913)
- What a Change of Clothes Did (1913)
- Creatures of Habit (1914)
- Daisy Doodad's Dial (1914)
- Flotilla the Flirt (1914)
- For Her People (1914)
- Jean's Evidence (1914)
- Rose of Surrey (1914)
- Shopgirls: or, The Great Question (1914)
- The Murdock Trial (1914)
- The Shepherd Lassie of Argyle (1914)
- The Younger Sister (1914)
- Through the Valley of Shadows (1914)
- A Welsh Singer (1915)
- Alone in London (1915)
- As Ye Repent (1915)
- Far from the Madding Crowd (1915)
- Lost and Won (1915)
- My Old Dutch (1915)
- Doorsteps (1916)
- East Is East (1916)
- Grim Justice (1916)
- Fool's Gold (1919)
- Oh, It's E.Z. (1919)
- Blackmail (1920)
- The Brand of Lopez (1920)
- The Ugly Duckling (1920)
- Three Men in a Boat (1920)
- All Dolled Up (1921)
- Passion Fruit (1921)
- The Old Wives' Tale (1921)
- The Lights o' London (1922)
- The Little Mother (1922)
- The Street Tumblers (1922)
- Was She Justified? (1922)
- Hornet's Nest (1923)
- Janice Meredith (1924)
- Sally Bishop (1924)
- The Boatswain's Mate (1924)
- Women and Diamonds (1924)
- Never the Twain Shall Meet (1925)
- The Dark Angel (1925)
- The Mad Marriage (1925)
- The Price of Success (1925)
- Flame of the Argentine (1926)
- Padlocked (1926)
- The Gilded Highway (1926)
- The Last Alarm (1926)
- College (1927)
- Sally in Our Alley (1927)
- Stranded (1927)
- The Broken Gate (1927)
- The Cancelled Debt (1927)
- The Chinese Parrot (1927)
- The Overland Stage (1927)
- Jazzland (1928)
- Marry the Girl (1928)
- The Law and the Man (1928)
- The Pace That Kills (1928)
- The Road to Ruin (1928)
- Walking Back (1928)
- Kid's Clever (1929)
- The Iron Mask (1929)
- The Rampant Age (1930)
- The Ridin' Fool (1931)
- The Animal Kingdom (1932)
- The Sign of the Cross (1932)
- The Trial of Vivienne Ware (1932)
- He Couldn't Take It (1933)
- One Rainy Afternoon (1936)
- Whistling in Brooklyn (1943)
- Thousands Cheer (1943)